# Who Are You?
Who Are You? è l'album di debutto del gruppo musicale giapponese Nico Touches the Walls, pubblicato il 24 settembre 2008 dalla Ki/oon Records.
L'album ha raggiunto l'undicesima posizione della classifica Oricon.

## Tracce
1. Broken Youth - Original Version - 5:11
2. B.C.G - 3:51
3. The Bungy - 3:36
4. Etranger (エトランジェ) - 5:08
5. Image Training - 4:53
6. Bunny Girl to Danny Boy (バニーガールとダニーボーイ) - 4:24
7. Yuugen fujikkou joubutsu (有言不実行成仏) - 4:38
8. Hottoshita (ほっとした) - 4:10
9. Yoru no Hate(夜の果て) - 4:50
10. (My Sweet)Eden - 4:39
11. Aoi (葵) - 5:44
12. Anytime, Anywhere - 4:21